# Pfarrhaus (Baisweil)

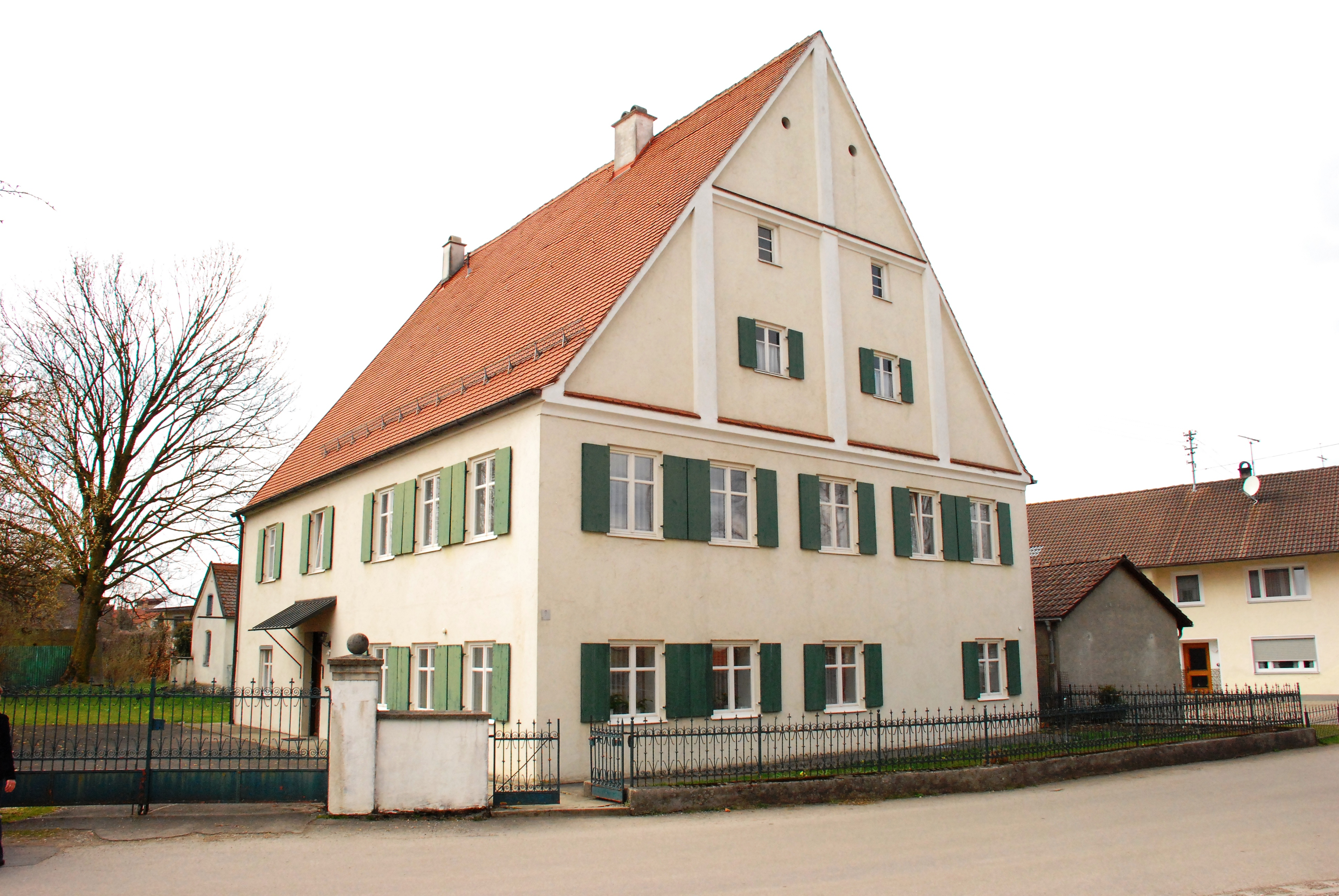
Pfarrhaus in Baisweil

Das Pfarrhaus in Baisweil, einer Gemeinde im Landkreis Ostallgäu im bayerischen Regierungsbezirk Schwaben, wurde 1705 errichtet. Das Pfarrhaus an der St.-Anna-Straße 9, westlich gegenüber der Kirche St. Johannes Baptist, ist ein geschütztes Baudenkmal.
Der zweigeschossige Satteldachbau besitzt fünf zu fünf Fensterachsen. Der Ostgiebel ist durch Lisenen und Putzbänder gegliedert.